# Alan Magee
Pour les articles homonymes, voir Magee.
Alan Magee (13 janvier 1919 - 20 décembre 2003) est un mitrailleur sur bombardier de l'aviation américaine pendant la Seconde Guerre mondiale. Il est connu pour avoir survécu à une chute libre de 6 700 m (22 000 pieds), éjecté de son B-17 Flying Fortress endommagé par la flak allemande au dessus de Saint-Nazaire. La verrière de la gare de la ville a amorti sa chute. Il figure dans le Smithsonian Magazine de 1981 comme l'un des 10 récits de survie les plus incroyables de la Seconde Guerre mondiale.

## Biographie
Alan Eugene Magee naît le 13 janvier 1919 à Plainfield dans le New Jersey, plus jeune d'une fratrie de six enfants.
Immédiatement après l'attaque de Pearl Harbor, en décembre 1941, et l'entrée en guerre des États-Unis, il rejoint, à 22 ans, les United States Army Air Forces,. Petit et assez fin, il est assigné comme mitrailleur de ball turret, la tourelle de mitrailleuse semi-sphérique située sous les bombardiers B17, capable de pivoter à 360° mais disposant de peu de place pour le mitrailleur.

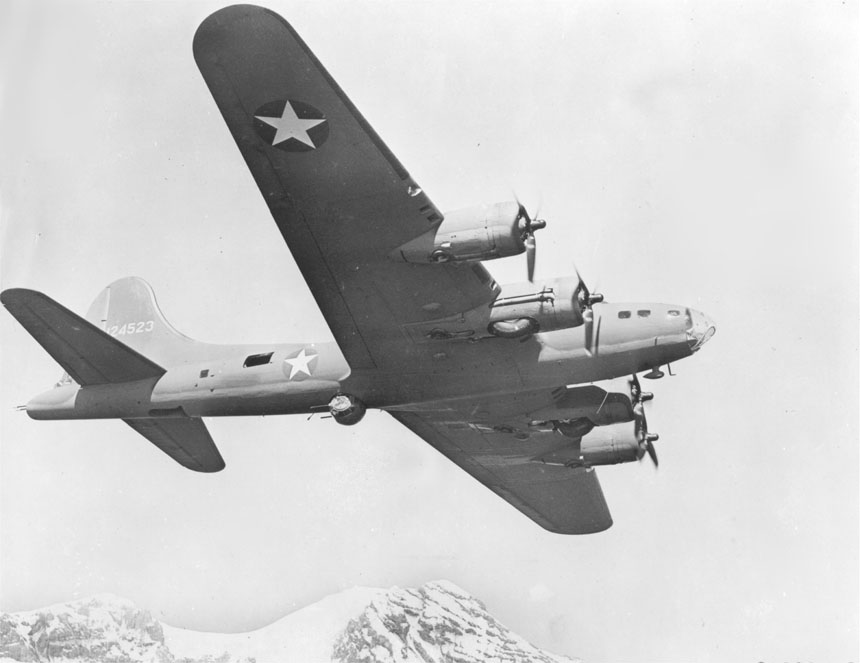
Un B-17 F avec sa tourelle sous la carlingue.

### Mission de bombardement au dessus de Saint-Nazaire et chute libre
Magee vole sur le Flying Fortress-B17F-27-BO, immatriculé 41-24620 et surnommé « Snap! Crackle! Pop! », en référence au slogan des Rice Krispies fabriqués par Kellogg's où travaillait avant guerre le capitaine Jacob Fredericks qui avait convoyé l'avion des États-Unis en Angleterre. Ce bombardier fait partie du 60th Bombardment Squadron (en) du 303d Bombardment Group (en).
Il est l'un des 77 bombardiers B17 accompagnés de 12 bombardiers B24 et protégés par 16 avions de chasse qui décollent d'Angleterre le 3 janvier 1943 à 9h00 du matin. Leur mission est d'aller bombarder, en plein jour, la base sous-marine de Saint-Nazaire, le commandement allié ayant appris que les Allemands y font des travaux et veut en profiter pour détruire leur stock de torpilles. C'est la septième mission du sergent Magee.
Commençant leur attaque vers 11h30, les bombardiers subissent les tirs de la flak, la défense anti-aérienne allemande. L'avion de Magee est touché par un premier obus qui blesse le mitrailleur, rend sa tourelle de tir inopérante et déchire son parachute, situé dans le corridor au dessus de lui (par manque de place dans l'étroite tourelle inférieure, les mitrailleurs de ne pouvaient le porter sur eux).

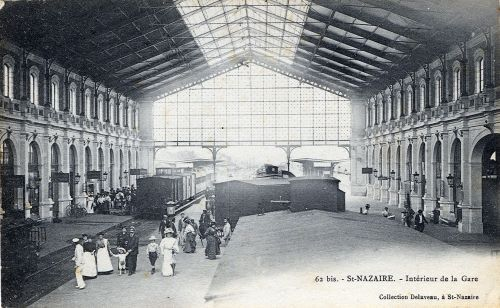
L'intérieur de la gare avec sa verrière dans les années 1910.

Il quitte alors sa ball turret, découvre que son parachute déchiré est inutilisable. Un autre tir de flak arrache ensuite une section de l'aile droite, entraînant l'avion dans une vrille mortelle. Magee, en train de se déplacer de la soute à bombes à l'emplacement radio, est éjecté de l'avion par un trou dans la carlingue et perd connaissance au début de sa chute à cause du manque d'oxygène dû à la haute altitude. Il tombe sur plus de 6 500 mètres. Sa vitesse maximale estimée lors de sa chute est de 200 km/h. Il percute et traverse la grande verrière de la gare de Saint-Nazaire,. En se brisant, cette verrière atténue sa chute et réduit la force de son impact au sol. Les couches épaisses de vêtements qu'il portait pour se protéger du froid à haute altitude dans sa tourelle de verre y contribuent également.
Les secouristes le trouvent vivant mais très gravement blessé, sur le sol de la gare. L'avion s'écrasera non loin de la forêt d'Escoublac à La Baule. Sur les 9 autres membres d'équipage, deux réussissent à sauter en parachute, dont un gravement blessé, et 7 sont tués,.
Magee se souvient  « avoir retrouvé ses esprits avec des gens penchés au-dessus de lui » dans la gare. Amené à l'hôpital de la Kriegsmarine, qui occupe l'hôtel Hermitage, à La Baule, le chirurgien allemand lui dit « on est ennemis, mais je suis d'abord médecin et je vais faire de mon mieux pour vous tirer d'affaires. ». Il a 28 blessures par Shrapnel en plus des blessures dues à la chute : plusieurs os cassés, des dommages graves au nez et à l'œil, des lésions pulmonaires et rénales, et un bras droit presque sectionné. Prisonnier de guerre, il reste deux mois en soins à La Baule, avant d'être envoyé dans un camp de prisonniers en Allemagne, le stalag 17-B à Gneixendorf (en) (aujourd'hui en Autriche) d'où il sera libéré à la fin de la guerre, en mai 1945.
Dans cette mission de bombardement, les Américains ont perdu 4 bombardiers abattus par la flak allemande.

### Après guerre
Après la guerre, Alan Magee obtient sa licence de pilote et travaille dans l'industrie aéronautique à divers postes. Il prend sa retraite en 1979 et déménage dans le nord du Nouveau-Mexique. Le 3 janvier 1993, pour le 50e anniversaire de l'attaque, les habitants de Saint-Nazaire honorent Magee et l'équipage de son bombardier en érigeant un mémorial de deux mètres à leur mémoire.
Magee effectuera une visite à Saint-Nazaire en 1995, dont il devient citoyen d'honneur, visitant l'ancienne gare puis l'hôtel Hermitage (actuel Hermitage Barrière) à La Baule et inaugurant un monument à ses camarades près du bois d'Escoublac où s'est écrasé son bombardier,.
Il meurt à l'hôpital de San Angelo au Texas, le 20 décembre 2003, d'un accident vasculaire cérébral et d'une insuffisance rénale, à l'âge de 84 ans. Ses cendres sont dispersées au Pioneer Memorial Park de Grape Creek au Texas.

## Distinctions
- Purple Heart[2]
- Air Medal[2]
- Citoyen d'honneur de Saint-Nazaire[4]